# 文莱立法会
文莱立法会（马来语：Majlis Mesyuarat Negara Brunei）是文莱的国家咨询机构，实行一院制。文莱立法会议员不是由选举产生，而是由文莱苏丹直接委任。本届立法会由议长和30名委任议员组成，包括苏丹、王储比拉、外长穆罕默德亲王、11名内阁部长、3名前政府官员、7名社会贤达、5名地方代表（其中文莱-穆阿拉区2名，马来奕区、都东区、淡布隆区各1名）以及1名议会工作人员。现任议会议长是阿都拉曼達益。

## 历史
立法会是根据《1959年文莱宪法》第23条于1959年成立的。立法会于1959年10月21日在“Lapau”举行了第一次会议。1984年，立法会一共举行了32次会议而最后一次会议是在1984年2月12日所举行的第21次会议。苏丹哈山纳·波基亚在第二天就解散了立法会。因此，立法权完全归属于苏丹。
直到2004年9月25日，苏丹决定使用旧制度来恢复立法会，因此文莱才有立法机关。不过苏丹于2005年9月1日解散了立法会，并在第二天根据已修订的《文莱宪法》来重新设立了立法会，文莱再次有了立法机关。

## 组成和权力
立法会是文莱最高立法机关。任何法律、条例都须经由立法会通过。根据宪法，苏丹为国会首领。

## 外部連結
- 文莱立法会网站 （页面存档备份，存于）